# Toti Scialoja

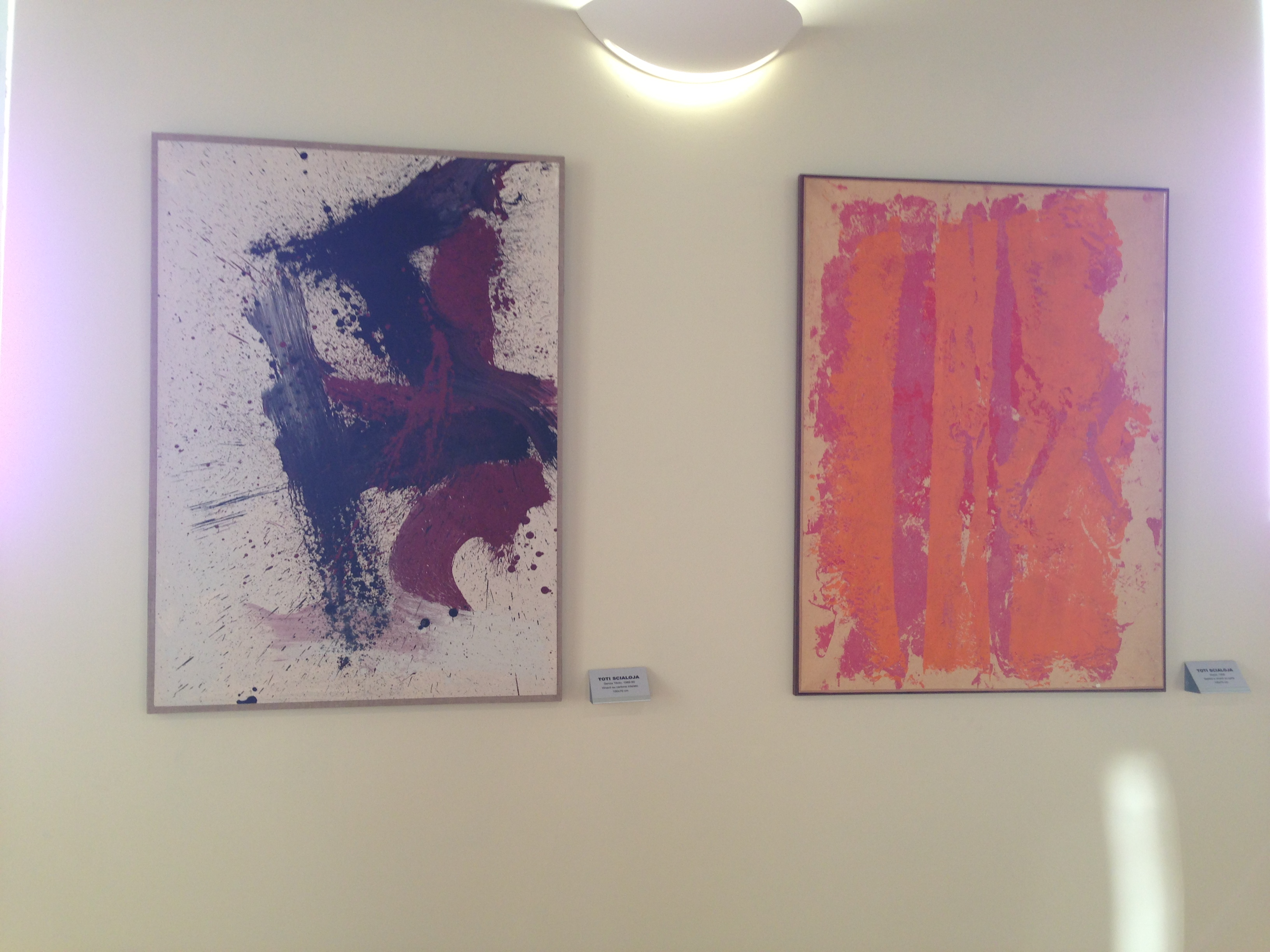
Opere di Toti Scialoja al museo Caradente, Palazzo Collicola. Spoleto

Toti Scialoja, all'anagrafe Antonio Scialoja (Roma, 16 dicembre 1914 – Roma, 1º marzo 1998), è stato un pittore e poeta italiano. Dopo un periodo espressionista, si è orientato verso un linguaggio pittorico astratto-concreto con una forte carica materica. Parte rilevante della sua attività è stata dedicata al teatro, per cui ha collaborato con scrittori, musicisti, registi e coreografi d'avanguardia. Dal 1961 ha iniziato un'attività originale di poeta, dedicata in parte ai bambini, creando nonsense e limerick e illustrando le sue stesse poesie. È stato docente e direttore dell'Accademia di belle arti di Roma, dove ebbe come allievi molti artisti contemporanei, quali Mario Ceroli, Pino Pascali, Gian Carlo Riccardi, Jannis Kounellis e Carlo Battaglia, che spesso lo hanno ricordato come un importante ispiratore del loro percorso artistico.

## Biografia

### Gli inizi come pittore e i primi allestimenti teatrali
Dopo aver abbandonato gli studi giuridici, dal 1937 inizia a dedicarsi alla pittura. Nel 1939 un suo disegno viene segnalato dalla giuria della Quadriennale di Roma e nel 1940 realizza la sua prima personale a Genova.

Successivamente, si dedica anche al teatro; nel 1943 il suo allestimento de L'opera dello straccione di John Gay viene proibita dalle autorità fasciste.
Durante la guerra e prima di partecipare alla Resistenza espone a Roma con Giulio Turcato e Emilio Vedova.Nel 1945 si sposa con Titina Maselli. Poi è stato sposato fine alla fine della vita con Gabriella Drudi.

### Gli Anni '50 e l'astrattismo informale
Sono tuttavia gli anni cinquanta che vedono (analogamente a quanto accaduto ad Emilio Scanavino) una definitiva svolta della sua arte, che, abbandonati i modi espressionisti e cubisti delle origini, trova definitivamente la sua strada nell'astrattismo informale.
Nel 1945 si sposa con la pittrice Titina Maselli.
Partecipa alla Biennale di Venezia nel 1950, 1952 e 1954.

Fra il 1955 e il 1965 viaggia e soggiorna in America e a Parigi, espone alla Galleria Viviano a Manhattan raggiungendo fama e notorietà internazionale ed entrando in contatto con gli altri protagonisti dell'espressionismo astratto, stringendo amicizia con, fra gli altri, Mark Rothko, Willem de Kooning e Robert Motherwell.

### Gli Anni '60 e l'inizio dell'attività poetica
Partecipa ancora nel 1964 alla Biennale di Venezia e nel 1966 realizza una personale alla Galleria Marlborough. Nel 1961 inizia a scrivere delle lettere illustrate al nipote James; saranno i primi esperimenti di una vocazione poetica che lo porterà a pubblicare tre libri di poesia nonsense (da lui stesso illustrati): Amato topino caro (Bompiani, 1971), Una vespa! che spavento (Einaudi, 1975), Ghiro ghiro tonto (Stampatori, 1979). Tra i primi estimatori della sua attività poetica troviamo Italo Calvino, Giorgio Manganelli, Antonio Porta, Alberto Arbasino, Giovanni Raboni. Scialoja porterà avanti la sua vocazione poetica in parallelo alla pittura fino ai suoi ultimi giorni di vita.
Si  sposato due volte, prima con  Titina Maselli poi con Gabriella Drudi.

### Gli Anni '70: pausa dell'attività pittorica ed espansione dell'attività poetica
Nel corso degli anni settanta Scialoja attraverserà una lunga fase di pausa e riflessione pittorica (cui corrisponde invece un'espansione e una grande vitalità a livello poetico, con la pubblicazione di La Stanza la Stizza l'astuzia, prima raccolta di poesia diretta ad un pubblico esclusivamente adulto), per riprendere con incredibile vigoria ed ispirazione dal 1982 sino alla morte.
Pare che questa nuova illuminazione sia stata dovuta alla visione da parte dell'artista dei dipinti di Goya al Prado; infatti Scialoja dipinge nel 1983 un notevole San Isidro da Goya.

### Gli Anni '80 e '90: ritorno alla pittura e riconoscimenti
Ritorna con grande successo infatti alla Biennale nel 1984 con una sala personale.
In quest'ultima fase della sua vita si collocano le sue opere considerate di più felice realizzazione. 
Nel 1991 gli viene dedicata una grande antologica alla Galleria nazionale d'arte moderna di Roma e una mostra dei suoi disegni per bambini, già presentata a Bologna nella Galleria d'Arte Moderna, viene aperta nelle sale del Palazzo delle Esposizioni.

## Opere (parziale)

### Lavori per il teatro
- Il combattimento di Tancredi e Clorinda, musiche di Claudio Monteverdi orchestra diretta da Franco Capuana, coreografie Alanova, scene e costumi di Toti Scialoja 1945

### Prosa lirica
- I segni della corda, 1952.[1]

## Programmi radiofonici Rai
- Morte dell'aria, tragedia in un atto di Toti Scialoia, musica di Goffredo Petrassi, trasmessa il 30 novembre 1952

### Poesie illustrate
- Amato topino caro, 1971.
- Scarse serpi, 1983.
- Le sillabe della Sibilla, 1988.
- I violini del diluvio, 1991[1].
- Animalìe, Disegni con animali e poesie, a cura di Andrea Rauch, Bologna, Grafis Edizioni, 1991 (catalogo della mostra).
- Versi del senso perso, prefazione di Paolo Mauri, rassegna critica di Orietta Bonifazi, Torino, Einaudi 2009.
- Tre per un topo, a cura di Eloisa Morra, Quodlibet, Macerata 2014.

### Raccolte
- Toti Scialoja - Opere dal 1940 al 1991, Francesco Sisinni et al., Edizioni della Cometa, 1991
- Toti Scialoja. Poesie 1979 – 1998, Milano, Garzanti, 2002.

## Riconoscimenti
Nel 1994 ha ricevuto il Premio Procida-Isola di Arturo-Elsa Morante per il lavoro Rapide e lente amnesie (Marsilio).

## Musei
- Galleria nazionale d'arte moderna (GNAM), Roma
- Museo Novecento, Firenze
- Peggy Guggenheim Collection, Venezia
- Galleria civica d'arte moderna e contemporanea (GAM), Torino
- Museo Carandente, Palazzo Collicola - Arti visive, Spoleto
- Galleria provinciale d'arte moderna e contemporanea, Messina
- MAGI '900 di Pieve di Cento (BO)
- MAC Museo d’Arte Contemporanea “Ludovico Corrao” Gibellina